# Gerhardus Knuttel Wzn

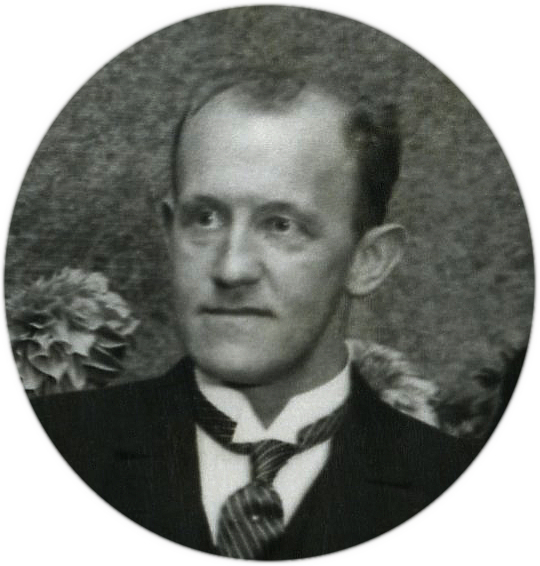
Gerhardus Wzn Knuttel

Gerhardus Knuttel Wzn (geboren am 26. März 1889 in Den Haag; gestorben am 6. Mai 1968 ebenda) war ein niederländischer Kunsthistoriker und Direktor des Stadtmuseums in Den Haag niederländisch Gemeentemuseum ’s-Gravenhage.

## Leben
Knuttel war ein Sohn des Bibliothekars an der Königlichen Bibliothek Willem Pieter Cornelis Knuttel (29. Januar 1854 – 13. März 1921) und dessen Frau der Schriftstellerin Johanna Christina Frederika Elisabeth, genannt „Elise“ (geborene Fabius, * 7. März 1857, ⚭ 19. März 1883; † 1944). Er besuchte das städtische Gymnasium Haganum in Den Haag und bestand im August 1909 das Maturitatsexamen. Von Oktober 1909 bis Ende 1913 erhielt er Unterricht in der Malklasse der Haager Akademie für bildende Künste, wo er sich auch mit Kunstgeschichte befasste. Er wurde 1913 als Volontär an der königlichen Gemäldegalerie, dem Mauritshuis, angenommen und arbeitete an der Erstellung des Catalogue raisonné mit, der 1914 publiziert wurde. 1914 war er für ein Jahr als Assistent im Rotterdamer Museum Boijmans Van Beuningen tätig. Er begann Ostern 1915 ein Studium der Klassischen Archäologie, neueren Kunstgeschichte und neueren Geschichte an der Berliner Universität bei den Professoren Adolph Goldschmidt, Edmund Hildebrandt, Georg Loeschcke († 1915), Dietrich Schäfer und Alois Riehl, wechselte Ostern 1916 an die Universität Heidelberg, wo er unter anderem die Vorlesungen von Friedrich von Duhn, Hermann Oncken, Carl Neumann und Heinrich Rickert besuchte. Er schloss sein Studium am 3. Mai 1917 mit einer Dissertation über Das Gemälde des Seelenfischfangs von Adriaen Pietersz. van de Venne an der Philosophischen Fakultät ab.

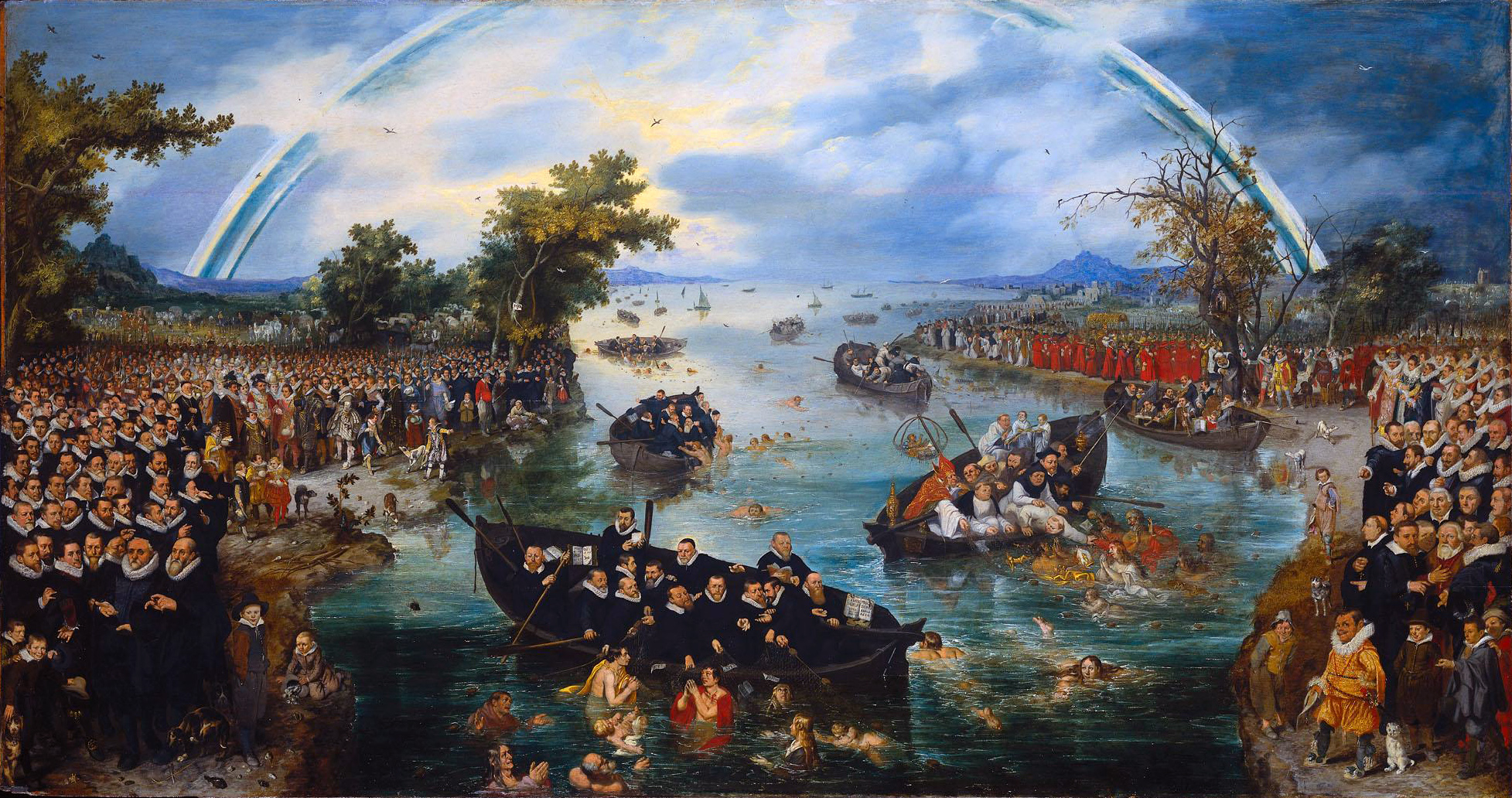
Seelenfischfang
Adriaen Pietersz. van de Venne

Nach Abschluss seines Studiums kehrte Knuttel in die Niederlande zurück und nahm 1919 eine Anstellung als Assistent im Haager Stadtmuseum an. Später wurde er unter der Leitung des Stadtarchivars Hendrik Enno van Gelder (1876–1960), dort zum Kurator ernannt. In den Jahren 1926 bis 1938 war er auch als Privatdozent für moderne Kunst an der Universität Utrecht tätig. 1941 wurde er der Nachfolger van Gelders als Direktor des Museums. Knuttel organisierte mehrere Ausstellungen und erstellte begleitende Ausstellungskataloge, so unter anderem für die Ausstellung zu den Malern der Familie Maris (1935–1936), bei der Werke von Jacob, Matthijs und Willem Maris zu sehen waren. Knuttel verlagerte den Schwerpunkt auf zeitgenössische Kunst und förderte den Ankauf der Werke noch lebender ausländischer und niederländischer Maler. Während der Besatzungszeit im Zweiten Weltkrieg widersetzte er sich den Plänen das Museum für Propagandazwecke zu nutzen. Diese Haltung führte 1942 zu seiner Entlassung und Inhaftierung. Er verbrachte zwei Jahre in Gefangenschaft im Internierungslager Kamp Sint-Michielsgestel. In dieser Zeit hielt Knuttel kunsthistorische Vorträge für seine Mithäftlinge, wobei er die fehlenden Bilder aus dem Gedächtnis in Worten wiedergab und so seinem Publikum die Inhalte vermittelte und so ihr Interesse an der Bildenden Kunst weckte. Nach der Freilassung nahm er seine Arbeit als Direktor des Museums bis 1948 wieder auf. Anschließend widmete er sich seiner publizistischen Arbeit. Als vom 2. bis 10. Juli 1951 in Amsterdam und Den Haag ein internationaler Kongress der Kunstkritiker (Association Internationale des Critiques d’Art) tagte, war er als Leiter der Veranstaltung vorgesehen.

## Ehrungen (Auswahl)
- Im Jahr 1981 wurde die „Dr. G. Knuttelstraat“ im Stadtteil Houtwijk (Loosduinen) in Den Haag nach ihm benannt.[8]

## Schriften (Auswahl)
Knuttel verfasste in der Zeit von 1939 bis 1941 für die Palet Serie unter anderem die Monografien zu Hubert und Jan van Eyck, Hercules Pieterszoon Seghers und Willem van Konijnenburg (1868–1943).
- Das Gemälde des Seelenfischfangs von Adriaen Pietersz. van de Venne. Martinus Nijhoff, Den Haag 1917 (Dissertation, Universität Heidelberg 1917, delpher.nl).
- Het classicisme en de kunst van heden: openbare les gehouden op 21 October 1926. Oosthoek, Utrecht 1926.
- Het Nederlandsch stilleven. In: Mededeelingen van den Dienst voor Kunsten en Wetenschappen der Gemeente. Den Haag 1926, S. 1–31.
- De Nederlandsche schilderkunst van Van Eyck tot Van Gogh. H. J. W. Becht, Amsterdam 1938.
- Fakkeldragers van de Nederlandse Schilderkunst. Van Eyck, Bruegel, Rubens, Rembrandt, Vermeer, Van Gogh. De Sikkel, Antwerpen 1947.
- Tot het hart der mensheid, het Nederlandse in de beeldende kunst. Ploegsma, Amsterdam 1948.
- Charles Eyck. Van Munster, Amsterdam 1949.
- mit Vitale Bloch: The Problem of the Early Rembrandt. In: The Burlington Magazine. 97, August 1955, S. 259–260.
- Rembrandt, de meester en zijn werk. Ploegsma, Amsterdam 1956.
- Adriaen Brouwer, the Master and his Work. L. J. C. Boucher, Den Haag 1962.